# Pyrulofusus
Pyrulofusus là một chi ốc biển, là động vật thân mềm chân bụng sống ở biển trong họ Buccinidae.

## Các loài
Các loài trong chi Pyrulofusus gồm có:
- Pyrulofusus deformis (Reeve, 1847)[2]